# Тауферс (замок)
Тауферс (нем. Burg Taufers, итал. Castello di Tures) — обширный средневековый замковый комплекс к северо-западу от селения Кампо-Турес в Южном Тироле (ныне часть итальянского региона Трентино-Альто-Адидже). Крепость ранее играла важную военную роль, так как контролировала проход к перевалу Арнталь.

## История

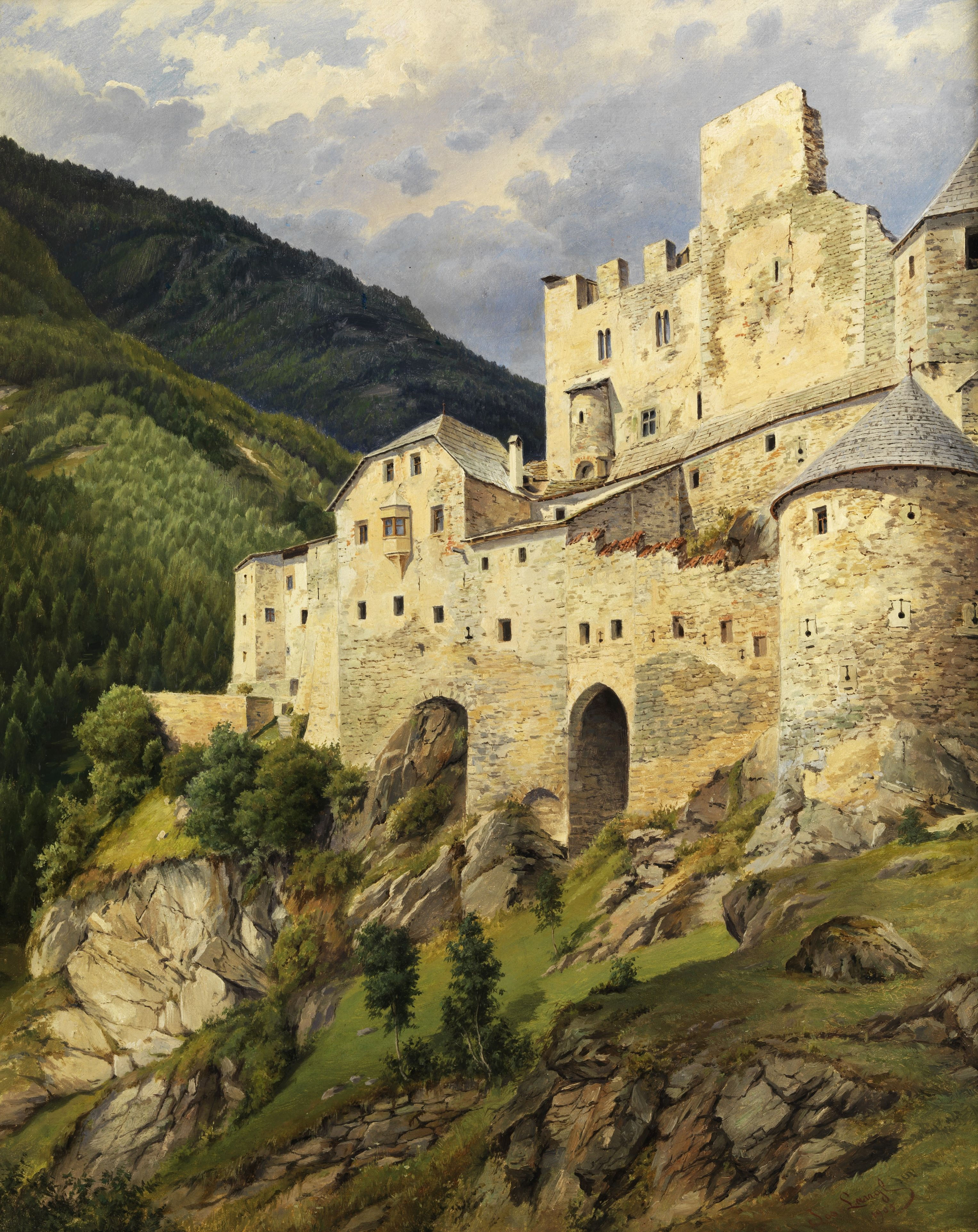
Замок Тауферс на картине 1905 года кисти Йозефа Лангля

### Ранний период
Первое упоминание замка относится к 1224 году, когда он находился во владении феодального рода Тауферсов. Изначально на крутой скале были построены высокая сторожевая башня (жилая), господский дом и ещё несколько построек. Все строения были обнесены каменной стеной.
Серьёзные перемены произошли после того, как в XV веке замок перешёл в собственность рода фон Фигер. Эти дворяне являлись вассалами австрийских герцогов. Оборонительные сооружения замка Тауферс были значительно усилены и модернизированы. Подходы к замку с той поры защищали несколько башен с воротами и разводными мостами. Вскоре замок перешёл под контроль епископов Больцано-Брессанонской епархии (комплекс был куплен в 1456 году у герцога Сигизмунда Австрийского)). Были построены многочисленные служебные и жилые помещения, а также создана сложная система ворот с оборонительными башнями и подъёмными мостами.

### Новое время и XX век
После XVII века замок стал приходить в упадок. Многие постройки разрушились.
Возрождение твердыни началось в XX веке. Руины купил Людвиг Лобмайер, владелец компании «J. & L. Lobmeyr», и начал восстанавливать замок. 
С 1977 года замком владеет Южнотирольский институт замков. Эта организация продолжила реставрационные работы в комплексе.

## Современное использование
Замок доступен для посещения. Внутренний двор можно осмотреть самостоятельно, а внутренние залы — с экскурсией. Из 64 помещений замка более 20 были открыты для публики. Главным шедевром считаются фрески в часовне замка. Интерес представляют комнаты владельцев замка, большая библиотека с изразцовым камином, оружейная палата, зал суда, темница и камера пыток.
Важную культурную ценность имеют портреты в Рыцарском зале.

## Замок в массовой культуре
Замок неоднократно становился фоном для кинофильмов. В частности здесь снимались:
- «Бал вампиров» (художественный фильм, США-Великобритания, 1967 год, режиссёр Роман Полански);
- «Красная скрипка» (художественный фильм, Франция-Италия-Великобритания-Канада, 1998 год, режиссёр Франсуа Жирар);
- «Молодожёны»[4] (художественный фильм, США, 2003 год, режиссёр Шон Леви);
- «Король Лаурин» (художественный фильм, Германия-Италия, 2016 год, режиссёр Матиас Ланг);
- «Крепость Шрекенштайн[нем.]» (художественный фильм, Германия, 2016 год, режиссёр Ральф Хойтнер) и «Крепость Шрекенштайн – 2[нем.]» (2017).

## Описание
Замок расположен на горной вершине, примерно на высоте 957 метров над уровнем моря над долиной реки Аурино.
Тауферс имеет овальную планировку. Здесь в эпоху расцвета находились бергфрид, жилые постройки, конюшни, кузница и цистерна для хранения воды, вырубленная в скалах.

## Галерея

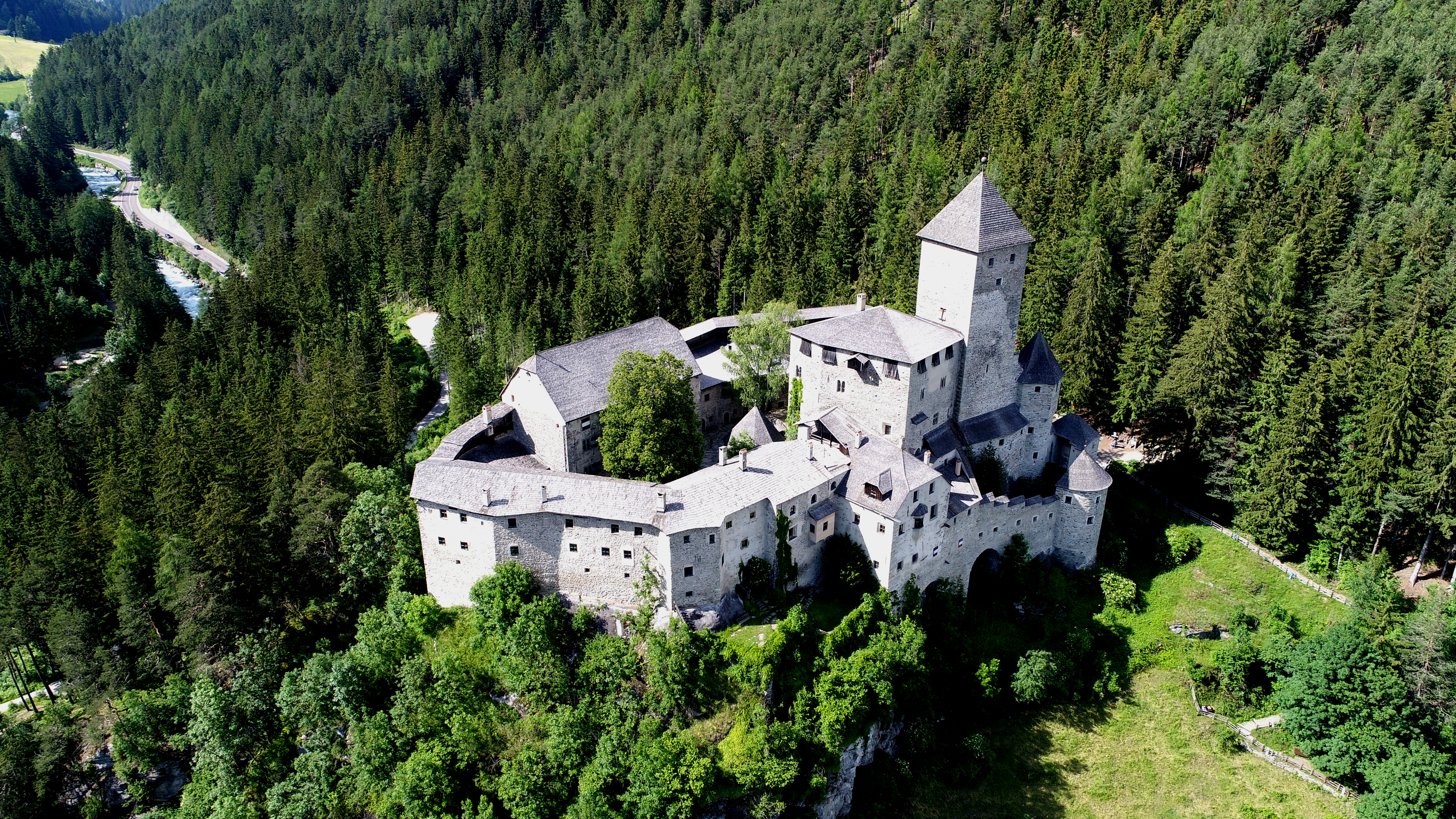
Вид замка с высоты птичьего полёта
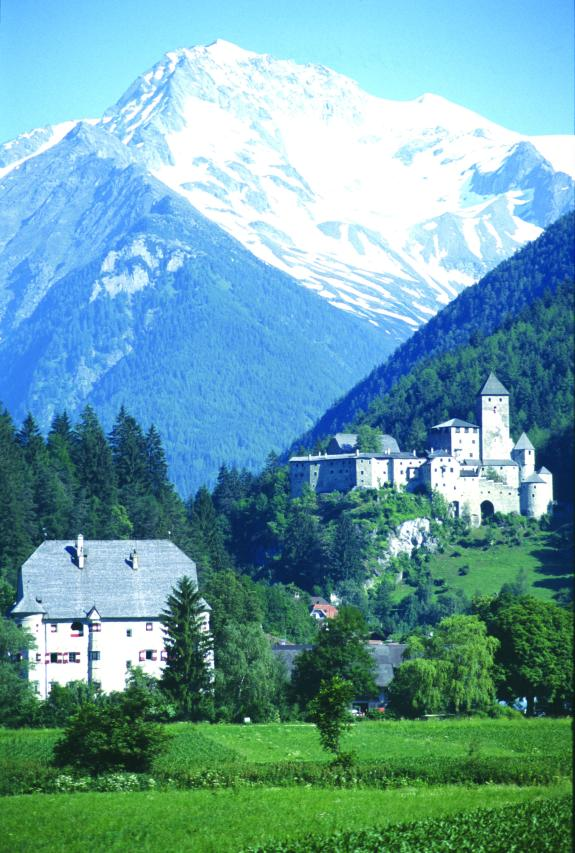
Замок Тауферс на фоне альпийских вершин
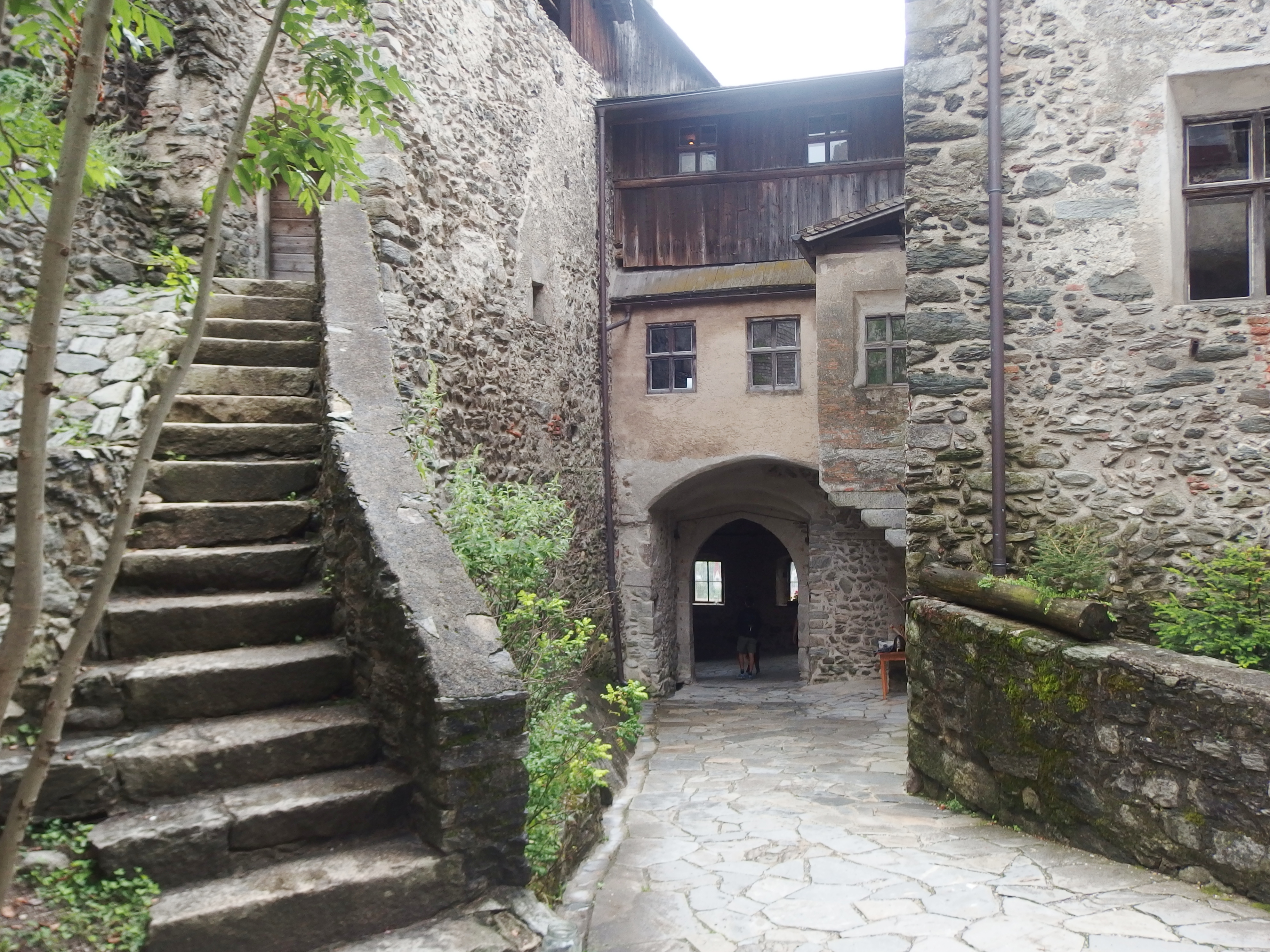
Внутренний дворик замка
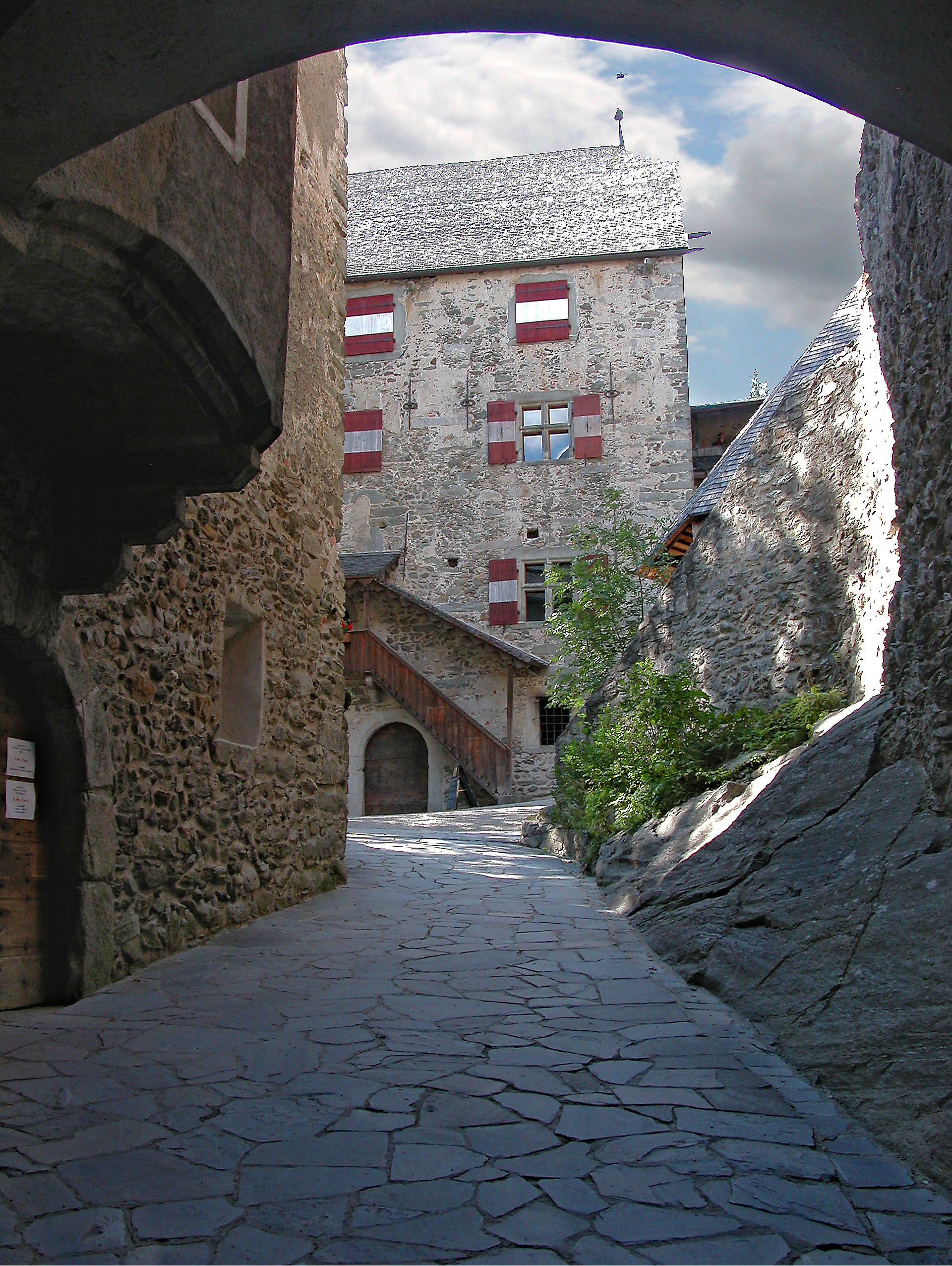
Ворота ведущие в замок
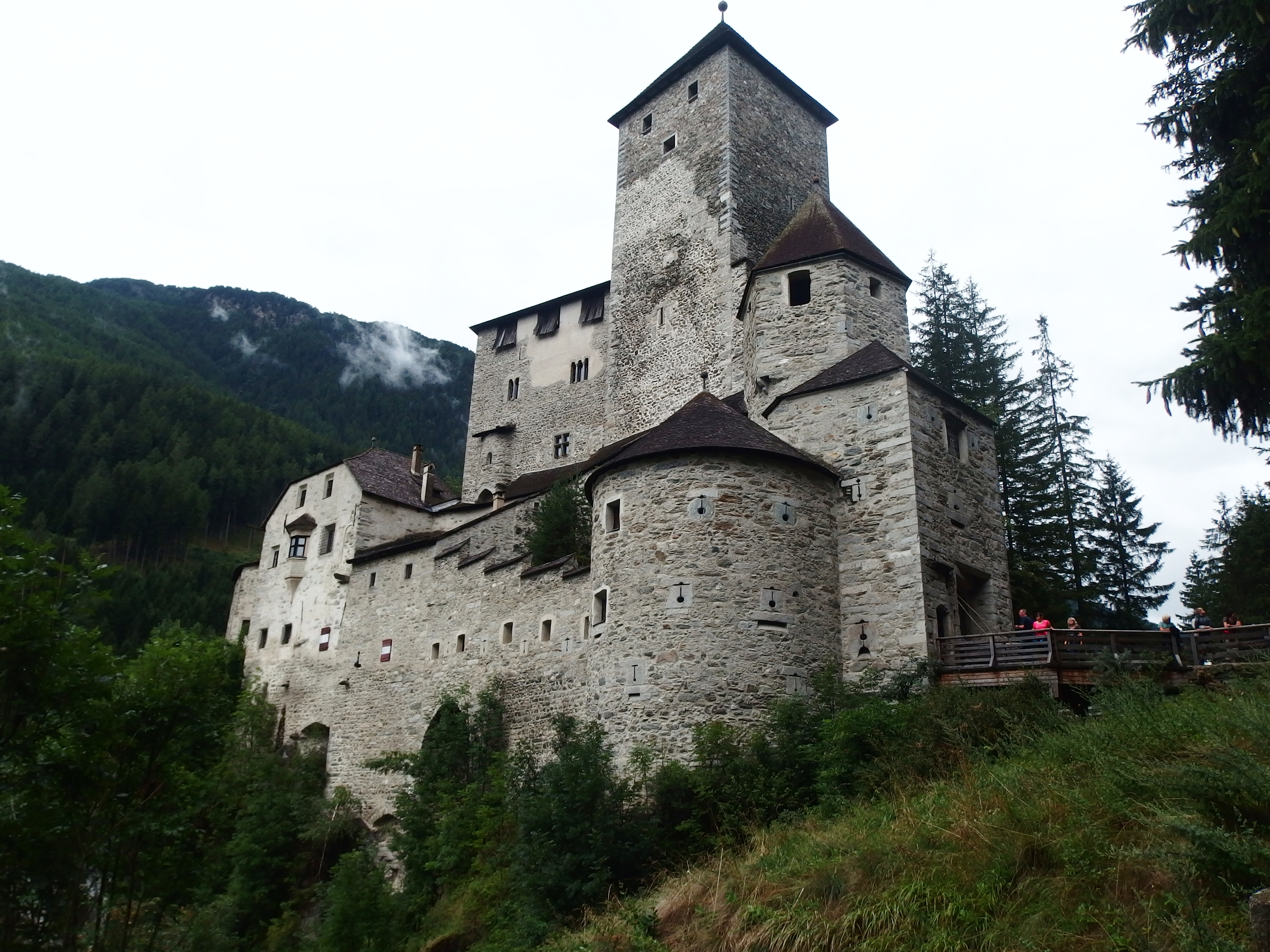
Вид замка с юго-восточной стороны